# Eustrophopsis bipunctatus
Eustrophopsis bipunctatus is een keversoort uit de familie winterkevers (Tetratomidae). De wetenschappelijke naam van de soort werd in 1889 gepubliceerd door George Charles Champion.